# Nicolas Durand de Villegagnon

Nicolas Durand de Villegagnon

Nicolas Durand de Villegagnon (* 1510 in Provins in Brie; † 9. Januar 1571 in Beauvais-en-Gâtinais) war Vizeadmiral der Bretagne im Dienst der französischen Krone und Gründer einer kurzlebigen Kolonie in Brasilien: das antarktische Frankreich (France Antarctique).

## Leben und Wirken
Villegagnon war ein Sohn von Louis Durand, Herr von Villegagnon und Berater des Königs. Er kam früh mit dem späteren Reformator Johannes Calvin in Kontakt, studierte Rechtswissenschaften in Orléans und trat 1531 dem Ritterorden der Malteser bei. Er nahm im Jahr 1541 an der Eroberung Algiers durch Karl V. teil und 1548 gelang es ihm, Maria Stuart durch die feindlichen englischen Geschwader hindurch an den französischen Hof zu bringen, worauf er 1553 zum Vizeadmiral der Bretagne ernannt wurde.
Der französische König Heinrich II. hatte dem calvinistischen Admiral Gaspard de Coligny erlaubt, eine Kolonie zu gründen. Nachdem ihn der König mit zwei oder drei gut ausgerüsteten und bewaffneten Schiffen, dem erforderlichen Material und zudem einer Summe von zehntausend Franc ausgestattet hatte, wurde ihm erlaubt, sich in den französischen Gefängnissen eine Mannschaft aus Freiwilligen zusammenzustellen, denen ansonsten die Todesstrafe drohte. Heimlich nahm er jedoch französische Hugenotten und Calvinisten mit an Bord, damit sie in der neuen Kolonie ungestört ihre Religion ausüben könnten. Es schlossen sich auch einige Edelleute seinem Vorhaben an. Nicolas Barré ernannte er zu seinem Stellvertreter. Am 12. Juli 1555 brach de Villegagnon von Le Havre de Gräce (Le Havre) aus mit etwa 600 Mann zu einer Expedition nach Brasilien auf, um dort eine französische Niederlassung zu gründen.
Im November landete Villegagnon in der Bucht von Rio de Janeiro. Hier hatte er zunächst einen felsigen Ort ausgewählt, der jedoch zu sehr den Gezeiten ausgesetzt war. Er gründete auf der Franzoseninsel, die nach ihm Villegagnon-Insel genannt wurde, in der Guanabara-Bucht die Cloignyschanze (Fort Coligny). Sobald er mit der Errichtung der Anlage begonnen hatte, schickte er seine Schiffe nach Frankreich zurück, damit sie dem Hof Nachricht und seinen Freunden in Genf einige Briefe überbringen sollten. Die Insel Villegagnon hatte einen entscheidenden Nachteil, keine Trinkwasserquellen aufzuweisen, sodass Wasser ständig vom Festland geholt werden musste. Villegagnon ließ die Neuankömmlinge sehr hart arbeiten, was sie noch unzufriedener machte. Ein Komplott gegen ihn entwickelte den Plan, ihn zu töten, der es zudem untersagte, sich mit den Frauen der Eingeborenen zu verbinden, wenn sie diese nicht nach christlicher Art ehelichten. Da er davon Kenntnis erhielt, verurteilte er die Rädelsführer zum Tode oder zur Sklaverei und harter Zwangsarbeit. Der Hauptverschwörer war entkommen und versuchte die Eingeborenen gegen die Kolonie aufzuwiegeln. Villegagnon erwartete daher dringend die Rückkehr seiner Schiffe. Bois le Comte, ein Neffe Villegagnons, traf mit drei Schiffen und 300 neuen Einwanderern ein. 1557 wurde die Kolonie also durch eine zweite Expedition verstärkt, an der auch eine Anzahl calvinistischer Prediger teilnahm, zu denen Jean de Léry gehörte. Bald nach deren Ankunft am 10. März 1557 kamen Konflikte innerhalb der Kolonie auf, die sich durch Villegagnons autoritären Führungsstil und seine eigenständige Auslegung der Heiligen Schrift verschärften. Dies führte letztlich zum Zerwürfnis mit den Calvinisten, die sich mit Léry auf das brasilianische Festland zurückzogen und im Januar 1558 auf das Handelsschiff „Le Jacques“ gingen, um in die Heimat zurückzukehren. Die Kolonie bestand dort unter Villegagnons Leitung bis zum Jahr 1558, der die Insel im Laufe des Jahres ebenfalls verließ. Sie wurde 1567 von den Portugiesen unter Estácio de Sá endgültig zerstört.
Diese Episode beschrieb Jean de Léry in seiner Erzählung Histoire d’un voyage fait en la Terre du Brésil von 1578. Er hatte während seiner Reise nach Brasilien Tagebücher geschrieben.
Nach seiner Rückkehr versöhnte sich Villegagnon mit der katholischen Kirche, wurde zu einem der Gegner der Hugenotten und hörte nicht auf die Anhänger Calvins zu bekämpfen. 1567 wurde er Gouverneur von Sens, vier Jahre später starb er im Christmonat des Jahres 1571 in einer Kommende des Malteserordens, namens Beauvais in Gatinois, nahe der Kirche St-Jean-Baptiste in Nemours.

## Schriften (Auswahl)
- D. Caroli. 5. imperatoris expeditio in Africam ad Argieram per Nicolaum Villagagnonem equitem Rhodium Gallum. 1542 (Latein, archive.org).
- De bello Melitensi, & eius euentu Francis imposito, ad Carolum Caesarem 5. Nicolai Villagagnonis commentarius. Paris 1553 (Latein, archive.org).
- Ad articulos Caluinianae, de sacramento Eucharistiae, traditionis, ab eius ministris in Francia Antarctica euulgatae responsiones, per Nicolaum Villagagnonem equitem Rhodium. Ioannis Garetij Louaniensis De vera praesentia corporis Christi in sacramento Eucharestiae, classes 9. contra sacramentariam pestem, ex omnibus ferè eccle 1562 (Latein, archive.org).
- Clarissimi, eruditissimíque viri, D. Nicolai Villagagnonis, … Aduersus nouitium Caluini, Melanchthonis, atque id genus sectariorum dogma de sacramento Eucharistiæ, opuscula tria, recèns conscripta, & in lucem edita. 1563 (Latein, archive.org).